# 6475 Refugium
6475 Refugium este un asteroid din centura principală de asteroizi.

## Descriere
6475 Refugium este un asteroid din centura principală de asteroizi. A fost descoperit pe 29 septembrie 1987 la Zimmerwald de Paul Wild. El prezintă o orbită caracterizată de o semiaxă mare de 3,14 ua, o excentricitate de 0,16 și o înclinație de 8,9° în raport cu ecliptica.